# Алеврия оранжевая
Але́врия ора́нжевая (лат. Aleuria aurantia) — вид грибов семейства Пиронемовые порядка Пецицевые. Космополит (широко распространён). Съедобен. Содержит лектин AAL, применяемый в биохимии и медицине.

## Этимология
Видовое название aurantia означает «оранжевый»; название рода происходит от др.-греч. αλευρον — «пшеничная мука».
Научные синонимы:
- Helvella coccinea Bolton 1789 basionym
- Peziza aurantia Pers. 1800
- Scodellina aurantiaca Gray 1821

Русские синонимы:
- пецица оранжевая[5][6]

Народное название в английском языке — Orange Peel Fungus (дословно «гриб — апельсиновая кожура», по внешнему сходству).

## Описание
Плодовое тело — апотеций размером 2—10 см. Встречаются скученными группами; реже одиночно. Изначально апотеции шарообразные, замкнутые, позднее раскрываются, приобретая чашевидную или блюдцевидную, часто неправильную форму. Край ровный, обычно цельный, иногда разрывающийся. Консистенция тонкая, ломкая; поверхность гладкая; мякоть без особого запаха и вкуса. Окраска гимения (верхней поверхности) ярко-оранжевая или оранжево-красная, нижняя поверхность диска более бледная, бывает с беловатым мучнистым налётом. Внизу часто имеется корневидное основание.
Сумки цилиндрические; споры эллипсоидальные, 15—20 × 8—10 мкм, вначале гладкие, затем сетчатые, с двумя каплями масла внутри. Парафизы нитевидные, разветвлённые у основания, заполнены оранжевым зернистым содержимым. Споровый порошок белый либо бесцветный.

## Экология и распространение
Алеврия оранжевая — космополит. Встречается в Европе, Азии, Северной и Южной Америке, Австралии. Широко распространена в России. Занесена в Красную книгу Чувашской республики.
Сапротроф; растёт на влажной почве. Встречается в лиственных и смешанных лесах, в парках и садах; может наблюдаться на газонах, тропинках, вдоль дорог, между камней мостовой и пр.. Отмечается как на равнине, так и в горной местности. Предпочитает открытые, хорошо освещённые места. Может распространяться на нарушенных землях; встречается на кострищах.
Сезон: лето — осень, обычно с мая по сентябрь, или, по другим данным, с июня по октябрь.

## Сходные виды
- Melastiza chateri (W.G. Sm.) Boud. — несъедобный или не представляющий гастрономического интереса гриб. Отличается меньшими размерами, красновато-оранжевый, с коротким светло-коричневым опушением по краю чаши[15][18].
- Caloscypha fulgens — отличается оранжево-жёлтой окраской с сине-зелёными пятнами[3].
- Другие виды рода Aleuria отличаются более заметной «ножкой» и меньшим размером чаши[9][15].
- Представители рода Scutellinia, имеющие сходную оранжевую окраску, отличаются меньшими размерами и волосками на краю чаши[9].

## Пищевые качества
Гриб съедобен, однако пищевой ценности не имеет из-за тонкой мякоти, резиноподобной консистенции и невысоких вкусовых качеств. Может употребляться сырым, в том числе для украшения салатов, но пригоден также для отваривания. Существует также рецепт, согласно которому гриб употребляется как десерт — политый киршвассером, ликёром или другим алкогольным напитком и посыпанный сахаром — однако при этом больше ценятся оригинальность и эстетические качества блюда, чем вкус.

## Применение
Алеврия оранжевая содержит особый вид лектина — так называемый Aleuria Aurantia Lectin (AAL), содержащийся в мицелии и плодовых телах гриба и обладающий специфичностью к L-фукозе. В природных экосистемах он проявляет противогрибковую активность, подавляя, в частности, рост плесневого гриба Mucor racemosus. Противогрибковые и инсектицидные свойства лектинов у растений известны давно, однако AAL — первый лектин с фунгицидной активностью, выделенный из гриба.
Свойство лектина AAL выявлять фукозу делает возможным его применение в биохимии и медицине, в первую очередь как маркер в диагностических и биологических тестах. Существуют данные о возможности его использования при диагностике различных видов рака, в частности, для выявления фукозилированных белков. Кроме того, использование AAL называют «многообещающей стратегией для пероральной иммунотерапии».